# Assbergs raviner

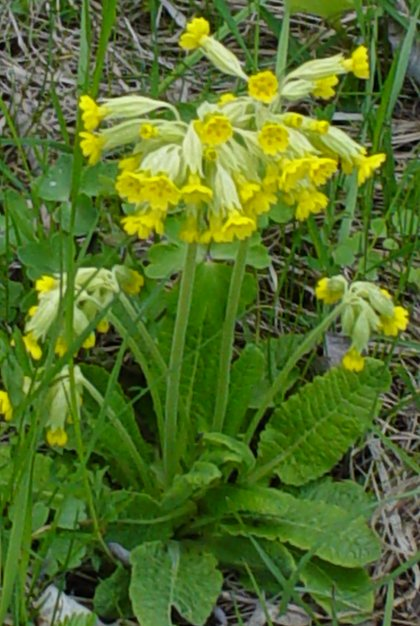
Gullviva

Assbergs raviner är ett naturreservat i Marks kommun i Västra Götalands län.
Reservatet bildades 1994 och omfattar 86 hektar. Det utgörs av ett ravinlandskapet utmed ån Viskan söder om tätorten Skene. Området domineras av betesmarker med spridda buskar och träddungar. Närmast Viskan och i vissa raviner växer lövskog som domineras av ädellövskog. Där finns även torrakor och kullfallna träd. 
Där växer gullviva och prästkrage. I områden hörs rosenfink, buskskvätta, skogssnäppa, drillsnäppa och mindre hackspett. Även ortolansparv, ringtrast och steglits har setts där. 
Ett antal stenåldersboplatser finns i området norr om Viskan.
Naturreservatet förvaltas av Marks kommun.
Det finns en vandringsled genom reservatet med många broar och trappor som tar cirka 1,5 timme.